# Decidim!
Decidim! és un moviment que aglutinà a càrrecs electes locals de filiació política diversa, partidaris del reconeixement i l'exercici del dret a l'autodeterminació del poble català.
L'origen del moviment va ser un manifest en el qual s'hi han adherit més de 1.100 càrrecs electes locals tant del Principat de Catalunya com de la resta dels Països Catalans, sobretot de CiU, ERC, l'Entesa pel Progrés Municipal (EPM) i ICV-EUiA. Els impulsors del manifest municipalista a favor del dret de decidir van ser els alcaldes Jordi Fàbrega (Sant Pere de Torelló), Laura Vilagrà i Pons (Santpedor) i Manel Vila i Valls (Castellterçol).